# 艾茨特西基峰
43°07′06.68″N 02°37′40.54″W / 43.1185222°N 2.6279278°W

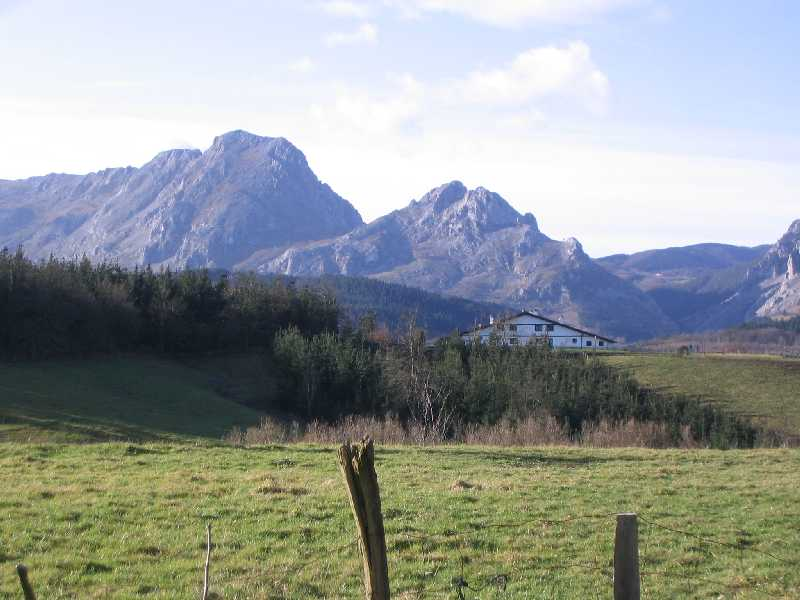

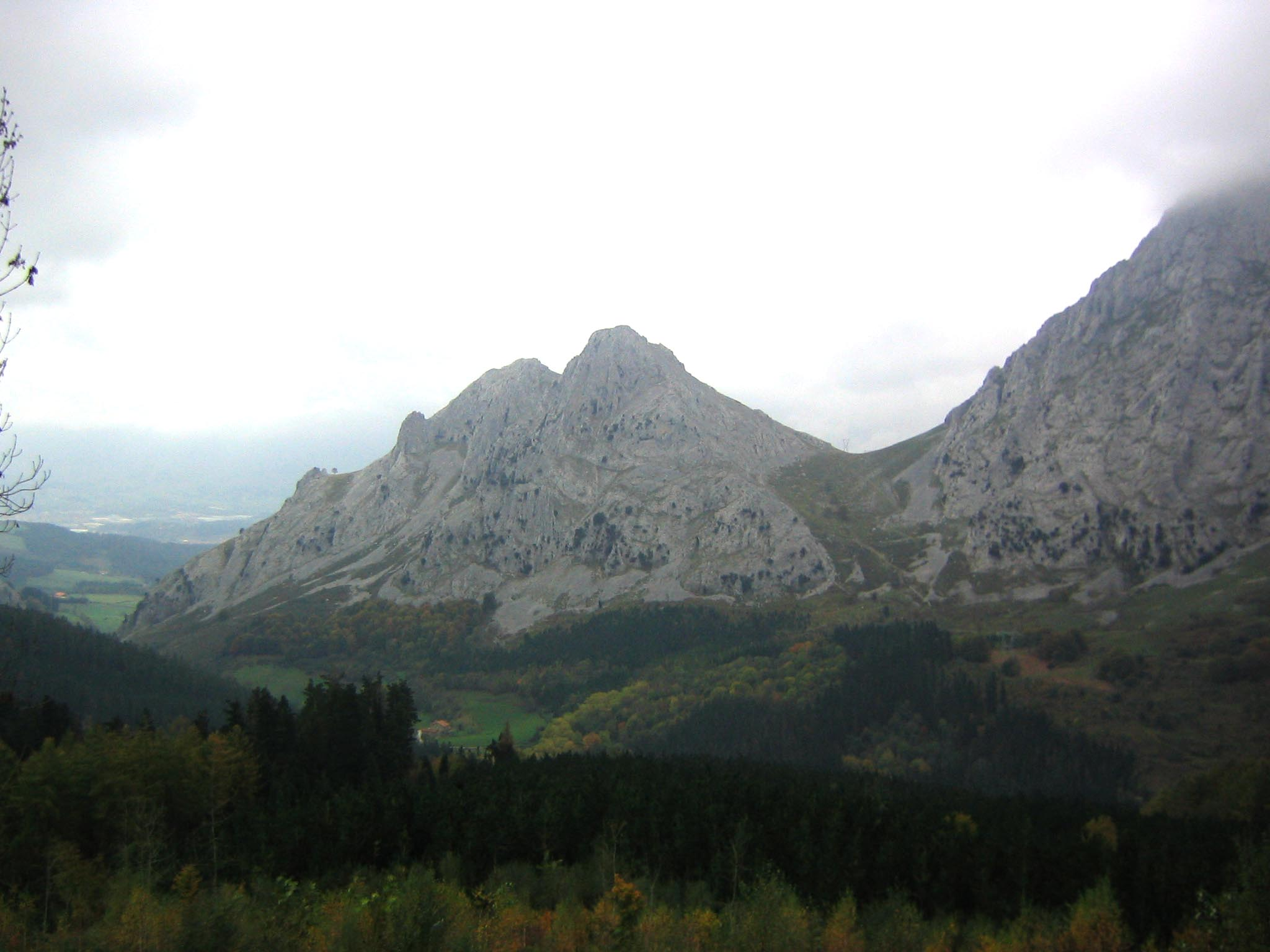

艾茨特西基峰（西班牙語：Aitz Txiki），是西班牙的山峰，位於該國北部巴斯克自治區，屬於巴斯克山脈中烏爾基奧拉山脈的一部分，海拔高度791米，山體由石灰岩組成。